# Notommata prodota
Notommata prodota är en hjuldjursart som beskrevs av Myers 1933. Notommata prodota ingår i släktet Notommata och familjen Notommatidae. Inga underarter finns listade i Catalogue of Life.